# Emergence (2022)
Emergence (2022) – gala wrestlingu zorganizowana przez amerykańską federację Impact Wrestling, która była transmitowana na żywo za pomocą platform Impact Plus i YouTube (dla subskrybentów IMPACT Ultimate Insiders). Odbyła się 12 sierpnia 2022 w Cicero Stadium w Chicago. Była to trzecia gala z cyklu Emergence. W wydarzeniu Impact Wrestling współpracowało z zaprzyjaźnią meksykańską federacją Lucha Libre AAA Worldwide (AAA).

## Tło
Impact Wrestling ogłosił 24 czerwca 2022, że gala Emergence odbędzie się 12 sierpnia w Cicero Stadium w Chicago. Wydarzenie będzie transmitowana na żywo za pomocą platform Impact Plus i YouTube (dla subskrybentów IMPACT Ultimate Insiders).

## Rywalizacje

### Pojedynek o mistrzostwo świata
W odcinku Impactu! z 14 lipca mistrz świata Impact Wrestling, Josh Alexander, oraz The Mothor City Machine Guns (Chris Sabin i Alex Shelley) pokonali wspólnych rywali – Violent By Design (Eric Young, Deaner i Joe Doering). Po zakończeniu meczu zawodnicy The Mothor City Machine Guns wyrazili chęć zmierzenia się z Alexandra o tytuł mistrzowski. Tydzień później Shelley otrzymał miano pretendenta, zwyciężając Sabina w walce jeden na jednego.

### Pojedynek o mistrzostwo kobiet
W odcinku Impactu! z 7 lipca Mia Yim pokonała Deonnę Purrazzo, otrzymując miano pretendentki do walki o tytuł Impact Knockouts World Championship z Jordynne Grace na Emergence.

### Pojedynek o mistrzostwo drużynowe kobiet
W odcinku Impactu! z 21 lipca drużyna VXT (Deonna Purrazzo i Chelsea Green) pokonały Mię Yim i Jordynne Grace w pojedynku drużynowym. Green zasugerowała członkini zarządu federacji, Gail Kim, że Purrazzo po przypięciu pretendentki, Yim, powinna zostać dołączona do pojedynku o mistrzostwo kobiet. Kim odmówiła, lecz w zamian ustanowiła mecz o mistrzostwo drużynowe kobiet między VXT a posiadaczkami tytułów, Rosemary i Tayą Valkyrie. 

### Bandido vs. Rey Horus
W odcinku Impactu! z 21 lipca federacja zapowiedziała, że swój pojedynek odbędą dwaj meksykańscy luchadorzy – Bandido i Rey Horus. Spotkanie zostało zareklamowane jako „AAA Lucha Libre Attraction match”.  

## Karta walk
Zestawienie zostało oparte na źródle:
| Nr                                                                   | Wyniki | Stypulacje | Czas  |
| -------------------------------------------------------------------- | --- | --- | ----- |
| 1P                                                                   | Brian Myers (c) pokonał Bhupindera Gujjara | Singles match o Impact Digital Media Championship | 7:21  |
| 2P                                                                   | VXT (Chelsea Green i Deonna Purrazzo) pokonały Rosemary i Tayę Valkyrie (c) (z Jessicką)                                                                  | Tag Team match o Impact Knockouts World Tag Team Championship | 8:00  |
| 3                                                                    | Mike Bailey (c) pokonał Jacka Evansa | Singles match o Impact X Division Championship | 12:38 |
| 4                                                                    | Violent By Design (Eric Young i Deaner) (z Joem Doeringiem) pokonali Chrisa Sabina i Kushidę                                                              | Tag Team match | 12:42 |
| 5                                                                    | Bandido pokonał Reya Horusa | Singles match | 12:56 |
| 6                                                                    | Sami Callihan pokonał Steve’a Maclina | No Disqualification match | 11:21 |
| 7                                                                    | Honor No More (Eddie Edwards, Matt Taven, Mike Bennett, PCO i Vincent) pokonali Bullet Club (Ace Austin, Chris Bey, Doc Gallows, Karl Anderson i Hikuleo) | No Disqualification 10-man Tag Team match Jeśli Honor No More wygrają, otrzymają walkę o Impact World Tag Team Championship. Jeśli Honor No More przegrają, ich drużyna zostanie rozwiązana. | 15:48 |
| 8                                                                    | Jordynne Grace (c) pokonała Mię Yim | Singles match o Impact Knockouts World Championship | 13:25 |
| 9                                                                    | Josh Alexander (c) pokonał Alexa Shelleya | Singles match o Impact World Championship | 27:29 |
| (c) – mistrz/mistrzyni przed walkąP – walka miała miejsce w pre-show | | |       |